# 神南镇
神南镇，是中华人民共和国河北省保定市顺平县下辖的一个乡镇级行政单位。
2011年，河北省民政厅批复同意撤销神南乡，设立神南镇。

## 行政区划
神南镇下辖以下地区：
北神南村、南神南村、神北村、胜利村、顺利村、刘家营村、新华村、大黄峪村、杨家台村、娘娘宫村、向明村、百福台村、龙潭村、张家庄村、复兴村、永兴村、青榆沟村和官银堂村。